# Drumcollagh

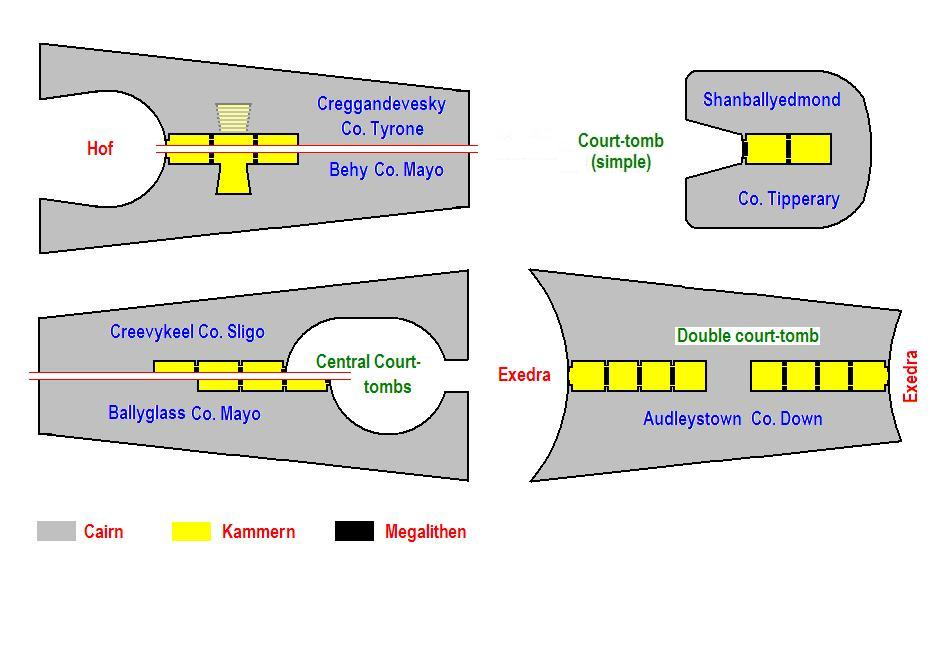
Typen von Court Tombs – Drumcollagh entspricht etwa dem Schema rechts oben

Drumcollagh (auch Drumgollagh genannt, irisch Droim Ghallach) ist nach Creevykeel das zweitgrößte Court Tomb Irlands. Es liegt auf einer Halbinsel mit Blick auf die Insel Annagh im Südwesten von Ballycroy (irisch Baile Chruaich) im County Mayo in Irland. Court Tombs gehören zu den megalithischen Kammergräbern (englisch chambered tombs) der Insel. Sie werden mit etwa 400 Exemplaren nahezu ausschließlich in Ulster im Norden von Irland beziehungsweise in Nordirland gefunden. 
Die Nordwest-Südost orientierte gut erhaltene Megalithanlage ist aus bis zu 2,0 m großen Steinen erbaut und besteht aus einer etwa 8,0 m langen Galerie, die in drei Kammern unterteilt ist. Das westliche Ende der hinteren Kammer ist von einem etwa 3,6 × 2,4 m großen Deckstein bedeckt. Am Ostende einer kurzen Vorkammer führt ein Durchgang zwischen massiven Pfosten in die erste Kammer. Sie hat am Ende auf der Nordseite durch eine große Seitenplatte. Diese passt bündig zur Seitenplatte der Südseite, lässt aber unten eine dreieckige Öffnung frei (eine Art Seelenloch). Das Trockenmauerwerk an der Nordseite ist nicht original, da die Anlage als Stall genutzt und mit einem Satteldach aus Grassoden und Stroh bedeckt wurde. Zwei verlagerte Steine an der Frontseite sind wahrscheinlich Stürze.
Ein etwa 3,0 m breiter Teil des Hofes  (englisch court), ist vor allem auf der Nordseite erhalten. Auf der Südseite ist ein einzelner Orthostat aus rotem Sandstein erhalten. Der Cairn ist im Norden, Osten und Süden erkennbar. 